# Nerozvážnost
Nerozvážnost (v anglickém originále Indiscretion) je v pořadí pátá epizoda čtvrté sezóny seriálu Star Trek: Stanice Deep Space Nine.

## Příběh
Kira přijme soukromý pohovor od Razky Karna, svého bývalého přítele z odboje. Ten nyní pracuje jako obchodník s kovovým šrotem v oblasti Badlands. Dostal údajně zaručený tip, kde se nachází trosky Ravinoku, ale nemůže přiletět na stanici Deep Space Nine, protože po něm jdou Tholiané. Proto navrhne Kiře, aby přiletěla za ním. Ravinok byla cardassijská loď převážející bajorské trestance a zmizela před šesti lety neznámo kde. Kira pro ní pátrá, protože na palubě byl také její přítel Lorit Akrem. Její plánovaný odjezd naruší Benjamin Sisko příkazem, aby ještě den nebo dva počkala, protože se k ní na žádost cardassijské vlády připojí jeden jejich člověk. Oním vyslancem je k překvapení všech a hlavně Kiry gul Dukat. Mezitím pokračuje vztah mezi Benjaminem a Kasidy Yatesovou, která se snaží získat místo kapitánky na jedné z bajorských transportních lodí. Jadzia proto navrhne, aby jí Benjamin sehnal na stanici volnou kajutu.
Během letu k Badlands si Kira a Dukat vyjasňují své pozice: Dukat letí proto, že Ravinok spadal pod jeho velení a byli to jeho muži. Kira proto, že Lorit ji naverboval pro místní buňku odbojové organizace. Mezi oběma ovšem stále panuje napětí minimálně kvůli odlišnému pohledu na carddassijskou okupaci Bajoru. Informace opravdu směřují z Ravinoku, další stopy vedou do soustavy Dozaria na orbitu planety třídy M, která je ovšem daleko od předpokládaného kurzu lodi. Po přistání na pouštní planetě Kira a Dukat skutečně najdou trosky lodi. Benjamin si při večeři s Kasidy vyslechne dobrou zprávu, že práci dostala, ale jeho poněkud chladná reakce kapitánku naštve a z večeře odejde.
Ohledání trosek Ravinoku ukáže na skutečnost, že loď byla sestřelena, přičemž dvanáct osob z padesáti náraz nepřežilo. Dukat důrazně trvá na tom, že pohřební rituály provede sám, zatímco Kira se snaží získat údaje z počítače. Z lodních deníků vyplynulo, že Ravinok napadly dvě neznámé válečné lodě a donutily ho přistát. Potom zajali ty, co přežili a zbytek odvedli pryč. Cardassian v jednom hrobě najde předmět, který Kira identifikuje jako bajorský náramek označující vztah s mužem. Dukat se přizná, že patří jeho bajorské milence jménem Tora Naprem. Lorit ovšem mezi pohřbenými není. Hledání trosečníků na planetě z orbitální dráhy nepřipadá úvahu kvůli iontovému rušení, namísto toho Kira upraví trikordér tak, aby mohla sledovat stopy izotopů tritonia, které se nacházelo uvnitř podkožních vysílačů bajorských odbojářů. Při sledování stop překvapí Kira Dukata poznámkou, že se mezi trosečníky nacházela také Tora Ziyal, třináctileté děvče. Dukat se přizná, že je jejím otcem. Jenže tu není proto, aby ji zachránil, ale aby ji zabil, protože pro Cardassiany je rodina vším a existence nemanželského potomka by ho politicky ohrozila. Benjamin probere svou svízelnou situaci s doktorem Bashirem a Dax, kteří mu dají dobré rady. Se svou troškou přispěje i Quark, který se o kapitánově problému také dozvěděl.
Kira a Dukat najdou důl, ve kterém se těží tritonium. Objekt vlastní Breenové a k práci v něm využívají trosečníky. Oba zachránci v převlečení za dozorce přepadnou Breeny a po krátce přestřelce je zneškodní. Dukat chce Ziyal zabít, ale Kira mu to nedovolí. Cardassian se nakonec nechá přesvědčit a dceru odveze na svou domovskou planetu. K zástupu rádců ohledně Benjaminova problému s Kasidy se přidá také Jake a nepřímo i Nog. Kapitán nakonec uzná svou chybu, omluví se a pomůže Kasidy se sháněním volné kajuty.